# Galba (planta)
La galba (Calophyllum antillanum) és una espècie de plantes amb flor de la família de les calofil·làcies. Es troba a les Guaianes i les Antilles.